# Thomas J. Balonek
Thomas J. Balonek, en amerikansk astronom.
Minor Planet Center listar honom som T. J. Balonek och som upptäckare av 9 asteroider. En tillsammans med M. Stockmaster.

## Asteroider upptäckta av Thomas J. Balonek
| 6452 Johneuller                            | 17 april 1991   |
| (9613) 1993 BN3                            | 26 januari 1993 |
| (14462) 1993 GA [A]                        | 2 april 1993    |
| (48496) 1993 BM3                           | 26 januari 1993 |
| (52463) 1995 GA8                           | 6 april 1995    |
| (85323) 1995 GF8                           | 8 april 1995    |
| (100307) 1995 GJ8                          | 8 april 1995    |
| (162023) 1995 GP8                          | 8 april 1995    |
| (347162) 2011 FN12                         | 8 april 1995    |
| Upptäckt tillsammans med: A M. Stockmaster |                 |